# Hélios (photographe)
Pour les articles homonymes, voir Hélios (homonymie) et Wolf.
Hélios, né Moriz Wolf (Komárom, 1832 - après 1892), est un photographe hongrois de la seconde moitié du XIXe siècle, installé en Égypte et en France.

## Biographie
Moriz Wolf est né en 1832 en Hongrie, à Komárom, sur la rive droite du Danube, de Hermann Wolf et Charlotte Lövy, son épouse. En 1876, il apparaît, en tant que membre souscripteur du Congrès des orientalistes de Marseille,, comme photographe sous le nom d'Hélios. Travaillant au Caire et à Alexandrie, il semble bénéficier d'une certaine notoriété. Il photographie les monuments et antiquités de l'Égypte antique, des scènes de genre, et réalise des portraits en studio commercialisés sous la forme de photos-cartes auprès des touristes.
En 1879, Hélios se marie à Bordeaux avec Marie Louise Esther Eugénie Jourdan, artiste peintre, et en 1883, il est installé comme photographe boulevard Dubouchage à Nice. L'inauguration de sa « villa orientale » fait l'objet d'une petite note mondaine dans la presse. Mais il est déclaré en faillite en février 1884 et la maison vendue par adjudication en janvier 1885. Une dernière inscription est enregistrée à son nom au bureau des hypothèques de Nice en avril 1893. Après quoi on perd sa trace.
L'Annuaire égyptien administratif et commercial (1892) et l'Indicateur égyptien administratif et commercial (1897) mentionnent la présence d'un photographe nommé Hélios, au Caire,. Mais rien n'indique qu'il s'agisse de Moriz Wolf, le nom Hélios étant porté par plusieurs ateliers à la même époque,.

## Collections
- Portrait carte-de-visite, Égypte, [s. d.], Victoria and Albert Museum, Londres (inv. E.1176-1995)[18]
- Quatre portraits cartes-de-visite, Égypte, [s. d.], Bibliothèque nationale de France, département Société de géographie, Paris (inv. SG PORTRAIT-107, 261, 568, 794)[19]